# Havoddaa
Havoddaa is een van de onbewoonde eilanden van het Gaafu Dhaalu-atol behorende tot de Maldiven. Het eiland is in gebruik als resort.